# آندرانیک کوچاریان
آندرانیک گریگوری کوچاریان (ارمنی: Անդրանիկ Գրիգորի Քոչարյան؛ زادهٔ ۳ مهٔ ۱۹۶۱) یک سیاستمدار اهل ارمنستان است که از تاریخ ۲۰۱۹ تا کنون سمت نمایندگی دوره‌های هفتم و هشتم مجلس ملی جمهوری ارمنستان را برعهده داشت.

## زندگی‌نامه
در ۳ مه ۱۹۶۱ در ایروان به دنیا آمد و از دانشگاه پلی‌تکنیک ارمنستان فارغ‌التحصیل شد. 